# Pragkuppet
Pragkuppet var et politisk kup, der fandt sted i slutningen af februar 1948, hvor Tjekkoslovakiets kommunistiske parti (KSČ), med sovjetisk opbakning overtog den fulde kontrol over Tjekkoslovakiets regering, hvilket markerede begyndelsen på fire årtiers kommunistisk styre i landet.
Kuppet fik betydning langt ud over landets grænser, da det var en tydelig markør for den allerede langt fremskredne splittelse mellem øst og vest, der ledte til en fuldgyldig kold krig. Begivenhederne i Prag alarmerede de vestlige lande og var med til at anspore til hurtig vedtagelse af Marshall-planen og etableringen af Atlantpagten. Kuppet kan anskues som en at de centrale begivenheder, der etablerede delingen af Europa med jerntæppet, en opdeling, der varede ved indtil revolutionerne i Østeuropa i 1989.

## Baggrund
I kølvandet på 2. verdenskrig var Tjekkoslovakiets Kommunistiske Parti (KSČ) i en gunstig position. Partiet havde haft indflydelse på tjekkoslovakisk politik siden 1920'erne, hvor det havde været i stand til at samarbejde med andre ikke-kommunistiske partier, og havde vist sig som en ukompromitteret modstander af Nazi-Tysklands besættelse af Tjekkoslovakiet under krigen. Partiet signalerede fornyelse i den tjekkoslovakiske befolkning og havde gode forbindelser til Sovjetunionen, der havde befriet landet fra den tyske besættelsesmagt. Partiet opnåede i årene umiddelbart efter befrielsen en stigning i medlemstallet fra 40.000 i 1945 til 1,35 millioner i 1948.
Partiets leder Klement Gottwald udtalte efter befrielsen i 1945, at "på trods af den gunstige situation er det næste mål ikke sovjetter og socialisme, men snarere at gennemføre en virkelig gennemgribende demokratisk national revolution". Han knyttede derved KSČ til den tjekkoslovakiske demokratiske tradition og til tjekkoslovakisk nationalisme ved at udnytte de anti-tyske følelser i landet efter besættelsen. Umiddelbart efter befrielsen blev i Tjekkoslovakiet etableret en samlingsregering i form af en koalition under navnet Den Nationale Front, hvor kommunisterne gav udtryk for at arbejde inden for rammerne af Tjekkoslovakiets demokratiske forfatning.
Ved valget i 1946 opnåede KSČ 38% af stemmerne. Dette var det bedste resultat nogensinde af et europæisk kommunistisk parti i et frit valg og var langt mere end de 22 %, som de ungarske kommunister opnåede året efter. Præsident Edvard Beneš, der ikke selv var kommunist, men indstillet på et samarbejde med Sovjetunionen, udpegede Gottwald til landets premierminister. Selvom regeringen stadig havde et ikke-kommunistisk flertal (ni kommunister og sytten ikke-kommunister), havde KSČ kontrol over indenrigsministeriet, og derved politiet og de væbnede styrker, og kom til at dominere andre centrale ministerier herunder ministerierne for propaganda, uddannelse, social velfærd og landbrug; de dominerede også hurtigt embedsværket.
I sommeren 1947 havde KSČ imidlertid stødt store vælgergrupper fra sig. Politiets aktiviteter skabte udbredt modstand i befolkningen, ligesom bønderne protesterede mod kommunisternes planer om kollektivisering, og nogle arbejdere protesterede over kommunisternes krav om at arbejderne skulle øge produktionen uden at få højere lønninger. Forventningen var derfor, at kommunisterne ville lide et betydeligt valgnederlag til valget i maj 1948. 
I september 1947, på det første møde i Kominform, bemærkede Sovjetunionens Andrej Sjdanov, at sovjetisk sejr havde hjulpet med at opnå "arbejderklassens fuldstændige sejr over bourgeoisiet i alle østeuropæiske lande undtagen Tjekkoslovakiet, hvor magtkampen stadig er uafklaret." Sjdanovs bemærkning var en klart tilkendegivelse af, KSČ skulle fremskynde sine bestræbelser på at overtage kontrollen med den tjekkoslovakiske stat. At det var Sovjetunionens ønske, at KSČ skulle tage magten i landet blev bekræftet under foråret i Prag i 1968, hvor partiarkiver blev åbnet og viste, at Stalin havde opgivet ideen om en kommunistisk magtovertagelse ad parlamentarisk vej i Tjekkoslovakiet, efter de franske og italienske kommunistiske partier ikke formåede at opnå magten i 1947 og 1948. På mødet i Kominform var KSČ repræsenteret ved partiets generalsekretær Rudolf Slánský, der var nr. to i partiet efter Gottwald. Han vendte tilbage til Prag med en plan for den endelige magtovertagelse. Slánský bemærkede, "som på det internationale felt er vi også gået i offensiven på den indenlandske front." KSČ forfulgte en tostrenget strategi. Partiet vidste, at det udadtil skulle fremstå som at arbejde inden for det valgpolitiske system og var klar over, at et revolutionært kup ville være uacceptabelt. Partiet ønskede at opnå et absolut flertal ved det kommende valg i 1948, men brud på venstrefløjskoalitionen gjorde dette mål urealistisk. Partiet måtte derfor skride til "udenomsparlamentariske" handlinger. Tilrettelæggelsen af "spontane" demonstrationer for at "udtrykke folkets vilje" og kontinuerlige besøg i
parlamentet af arbejderdelegationer havde til formål at sikre "mobilisering af masserne".
Den 10. september 1947 blev der på initiativ af den af KSČ udpegede vice-general Jura Sosnar-Honzák sendt tre parfumeæsker fyldt med TNT til tre ikke-kommunistiske ministre Petr Zenkl, Jan Masaryk og Prokop Drtina, der ankom til Prag samme dag. Bombeangrebene bestilt af den regionale ledelse i Olomouc KSČ, sandsynligvis af den lokale, Gottwalds svigersøn Alexej Čepička. Angrebet mislykkedes dog.
I slutningen af 1947 opstod yderligere konflikter i koalitionen forårsaget af, at kommunisterne utilsløret ønskede den fulde kontrol over det tjekkoslovakiske statsapparat. Efter pres fra Sovjetunionen og fra KSČ trak den tjekkoslovakiske regering tilsagnet om at ville modtage Marshallhjælp tilbage.

## Kuppets forløb
Situationen spidsede til i februar 1948. Indenrigsminister Václav Nosek forsøgte i strid med sine beføjelser at fjerne ikke-kommunistiske personer i den nationale politistyrke og på den måde gøre sikkerhedsapparatet og politiet til redskab for KSČ. Den 12. februar krævede ikke-kommunisterne i kabinettet et stop for den tiltagende undergravning af den tjekkoslovakiske stats interesser. Nosek, bakket op af Gottwald, nægtede at give efter, og han og de øvrige kommunister truede med at bruge magt, ligesom de mobiliserede deres tilhængere for at undgå nederlag ved det kommende valg. Den 20. februar trådte tolv ikke-kommunistiske ministre tilbage i protest, efter at Nosek nægtede at genindsætte otte ikke-kommunistiske højtstående politiofficerer på trods af, at et flertal i kabinettet havde pålagt ham at gøre det. Formålet med tilbagetrædelsen var at fremprovokere et nyvalg; der var ikke forventning om, at præsidenten ville acceptere tilbagetrædelserne. De tjekkoslovakiske socialdemokratiske parti under ledelse af Zdeněk Fierlinger opretholdt imidlertid støtten til kommunisterne, hvorfor regeringen fortsat havde et snævert flertal i parlamentet. Præsident Edvard Beneš blev derfor presset af Gottwald til ikke at udskrive nyvalg og i stedet indsætte en ny, kommunistisk domineret regering. Til dette formål organiserede det kommunistiske parti massedemonstrationer. Der var også trusler om en generalstrejke fra de kommunistisk-dominerede fagforeninger og trusler om invasion af Den Røde Hær for at "genoprette orden" i Tjekkoslovakiet.
De ikke-kommunistiske ministre agerede som om dette blot var en gammeldags regeringskrise fra tiden før 1939. De indså ikke, at kommunisterne mobiliserede nedefra for at overtage den fulde magt. Den sovjetiske viceudenrigsminister Valerian Zorin, som havde været sit lands ambassadør i Tjekkoslovakiet fra 1945 til 1947, vendte tilbage til Prag for at hjælpe arrangeringen af kuppet. Bevæbnede militser og politi overtog kontrollen med Prag, kommunistiske demonstrationer blev iværksat, og en antikommunistisk studenterdemonstration blev opløst. De ikke-kommunistiske ministres ministerier blev besat, embedsmænd afskediget og ministrene forhindret i at komme ind i deres egne ministerier. Hæren, under ledelse af forsvarsminister Ludvík Svoboda, som formelt var partipolitisk, men havde faciliteret kommunistisk infiltration i officerskorpset, blev på kasernerne og holdt sig formelt neutral. 
Kommunistiske "aktionskomitéer" og fagforeningsmilitser blev hurtigt oprettet, bevæbnet og sendt på gaden, ligesom de var forberedt på at gennemføre en udrensning af antikommunister. I en tale for 100.000 mennesker truede Gottwald med en generalstrejke, medmindre Beneš gik med til at danne en ny kommunistisk domineret regering. Zorin tilbød på et tidspunkt at lade den Røde Hær stille op ved grænsen, men Gottwald takkede dog nej til tilbuddet, da han mente, at truslen om indre oprør kombineret med kraftigt politisk pres ville være nok til at tvinge Beneš til at give efter. Som han sagde efter kuppet, "så ved Beneš, hvad styrke er, og dette fik ham til at vurdere denne [situation] realistisk".
Den 25. februar gav Beneš efter for presset under trussel om borgerkrig og sovjetisk intervention. Han accepterede de ikke-kommunistiske ministres tilbagetræden og udnævnte en ny regering i overensstemmelse med KSČs krav. Gottwald fortsatte som premierminister i en regering domineret af kommunister og pro-Moskva socialdemokrater. Socialdemokratiets leder, Fierlinger, havde i nogen tid været fortaler for tættere bånd til kommunisterne og havde åbenlyst støttet kommunisterne under striden. Formelt set var regeringen en koalition med deltagelse af enkelte mindre partier udover KSČ, men de andre partier var blevet overtaget af kommunistiske sympatisører, og partiernes ministre var håndplukket af kommunisterne. Den eneste højtstående minister, der hverken var kommunist eller sympatisør var udenrigsminister Jan Masaryk. Masaryk døde imidlertid den 10. marts 1948 af sine kvæstelser efter at være faldet ud af et vindue på tredje sal i Černín-paladset. Omstændighederne ved dødsfaldet er uafklarede den dag i dag.

## Efter kuppet
Efter kuppet konsoliderede kommunisterne hurtigt den vundne magt. Tusinder blev fyret og hundredvis blev arresteret. Tusinder flygtede ud af landet, heraf mange til den amerikanske besættelseszone i Tyskland.
Nationalforsamlingen, der var valgt ved frie valg to år tidligere, gav i marts 1948 et tillidsvotum til Gottwalds nye regering med stemmerne 230-0. 
Den 9. maj blev en ny forfatning godkendt af parlamentet, der erklærede Tjekkoslovakiet for "folkets demokratiske stat". Selvom forfatningen ikke var et fuldstændigt kommunistisk dokument (KSČ var end ikke nævnt), var det tæt nok på den sovjetiske model til, at Beneš nægtede at underskrive den nye forfatning. Ved valget den 30. maj blev vælgerne præsenteret for en enhedsliste alene med opstilling fra Den Nationale Front. Ved valget kune vælgerne stemme ja til listen eller forkaste denne. Den Nationale Front fik officielt 89,2 % af stemmerne. I Den Nationale Front havde kommunisterne et absolut flertal på 214 pladser (160 for hovedpartiet og 54 for den slovakiske afdeling). Dette flertal blev endnu større, da Socialdemokratiet senere på året blev indlemmet i KSČ. Stort set alle ikke-kommunistiske partier, der havde deltaget i valget i 1946, var også repræsenteret på National Front-listen og fik dermed plads i parlamentet. Men på dette tidspunkt havde de alle forvandlet sig til KSČ's loyale partnere (såkaldte blokpartier), og de få selvstændige medlemmer af disse partier var enten i fængsel eller i eksil. Den Nationale Front blev omdannet til en bred patriotisk organisation domineret af KSČ, og enhver politisk gruppe uden for organisationen blev forbudt.    Som følge af udviklingen trak Beneš sig den 2. juni 1948. Han blev efterfulgt af Gottwald tolv dage senere.  Beneš døde i september samme år. Ved hans begravelse mødte et stort antal tjekkoslovakker op.

## Kuppets konsekvenser
Tjekkoslovakiet blev styret af KSČ indtil fløjlsrevolutionen i 1989. Mere umiddelbart blev kuppet synonymt med den kolde krig. Tabet af det sidste tilbageværende demokrati i Østeuropa kom som et dybt chok for millioner. For anden gang på et årti så vestlige øjne tjekkoslovakisk uafhængighed og demokrati udstødt af et udenlandsk totalitært diktatur 
Sovjetunionen så ud til at have fuldført dannelsen af en monolitisk sovjetblok og afsluttet opdelingen af Europa, hvilket i Vesten understøttede og udkrystalliserede de pessimistiske vurderinger af sovjetmagten, herunder opfattelsen af, at det ikke var muligt at forhandle med Moskva. Kuppet medførte, at de vestlige lande blev forenet mod den kommunistiske blok. Kuppet legitimerede tillige, at de franske og italienske regeringers beslutninger året inden om at smide de lokale kommunister ud af regeringerne.
Kuppet miskrediterede endvidere den sovjetiske modstand mod dannelsen af en vesttysk stat, ligesom kuppet fremskyndede indgåelsen af Bruxelles-traktaten, der var grundlaget for den vesteuropæiske forsvarsalliance Vestunionen. Bruxelles-traktaten blev indgået allerede den 17. marts 1948. Indtil begyndelsen af 1948 havde vestlige og sovjetiske repræsentanter kommunikeret på regelmæssige møder på udenrigsministerniveau; Pragkuppet udgjorde et endeligt brud i forholdet mellem de to supermagter, hvor Vesten nu signalerede sin vilje til at forpligte sig til kollektivt forsvar. I begyndelsen af marts krævede selv et tidligere vaklende Frankrig en konkret militær alliance med klare løfter om at hjælpe under visse omstændigheder.
Set fra Moskvas synspunkt kunne kuppet ikke være kommet på et værre tidspunkt. Regeringskrisen i Prag varede fra 20. til 27. februar, netop da vestlige udenrigsministre mødtes i London. Fra Vestens perspektiv var kuppet et eksempel på kommunismen i sin mest uacceptable form; Moskva syntes for Vesten at være indstillet på hensynsløs ekspansion og undertrykkelse af frihed.

### USA
Kuppets virkning i USA var øjeblikkelig. Der havde i den amerikanske kongres udviklet sig en modstand mod Marshallplanen, men den kommunistiske magtovertagelse i et demokrati i det centrale Europa medførte, at stemningen øjeblikkelig vendte, og kongressen godkendte hurtigt omfattende støtte under Marshallplanen med over 5 milliarder USD for det første år af det europæiske genopretningsprogram.
Indtil Pragkuppet havde vægten i Washington været på økonomisk inddæmning af kommunismen i overensstemmelse med Trumandoktrinen og Marshallplanen samt en stor vægt på militær afskrækkelse med atomvåben. Præsident Harry S. Truman forstod, at det amerikanske folk i 1946 og 1947 ikke var forberedt på en massiv opbygning af konventionelle våben eller en konfrontation med Sovjetunionen. Han var derfor (som de øvrige vestmagter) tilbageholdende med at øge militærbudgettet dramatisk og valgte i stedet en gradvis og afbalanceret opbygning. I forventning om at bruge store beløb på Marshallplanen forsøgte han at holde det årlige forsvarsbudget under $15 milliarder. Imidlertid illustrerede Pragkuppet begrænsningerne i de amerikanske konventionelle styrker og USA' overdrevne afhængighed af afskrækkelse med atomvåben. På tidspunktet for Pragkuppet stod omkring ti dårligt udstyrede og dårligt trænede amerikanske og vesteuropæiske divisioner overfor mere end tredive sovjetiske divisioner. Hertil kom, at forsvarsministeriet slog fast, at det amerikanske atomarsenal og flyvevåben var utilstrækkeligt, blev det klart, at USA manglede et troværdig militært afskrækkelsesmiddel i Europa.
Pragkuppet ændrede hele tonen i debatten om det amerikanske militærbudget. Pentagon talte for en væsentlig stigning i militærbudgettet, og det amerikanske sikkerhedsråd opfordrede til "en verdensomspændende modoffensiv" mod den sovjetblokken, herunder amerikansk militærhjælp til den Vestunionen. Truman reagerede på krisen med en dyster landsdækkende radiotale den 17. marts, hvor han opfordrede til en fornyelse af den værnepligten, som havde fået lov til at udløbe det foregående år. Han bad også om Kongressens godkendelse af et program for militærhjælp til vesteuropæiske allierede (Universal Military Training, UMT). Kongressen afviste UMT, men stemte for at genoptage værnepligt og stemte for en udbygning af flyvevåbnet, mere end hvad Truman havde bedt om. Ændringen i amerikansk udenrigspolitik som reaktion på den kriselignende atmosfære i begyndelsen af 1948 var dog mere symbolsk end reel. Amerikansk vilje til at drøfte nye sikkerhedsordninger for Europa var hverken resultatet af et ændret skøn over sovjetiske hensigter eller en vilje til at påtage sig en større del af byrden med at forsvare Vesteuropa. Det var snarere en taktisk manøvre, der havde til formål at afbøde effekten af Pragkuppet og den korte, men intense, krigsforskrækkelse, der fulgte.
Som et resultat fulgte en række hurtige løsninger, der skulle sikre, at amerikanske styrker ikke blev taget på sengen i tilfælde af krig. Vigtigere var den alvor og interesse, hvormed amerikanske embedsmænd nu behandlede nervøsiteten hos deres europæiske kolleger; amerikanerne blev mere villige til at tage skridt til at øge moralen i Europa og lette den udbredte bekymring der. Kuppet og Berlinblokaden i juni gjorde det klart, at konstant beroligelse var nødvendig for at binde europæerne til det amerikanske system;  derfor begyndte gen-mobiliseringen af amerikanske væbnede styrker.
Pragkuppet fik endvidere USA til at blive mere lydhør overfor den britiske udenrigsminister Ernest Bevins opfordring til en vestlig forsvarsalliance. Bevin var bekymret over Truman-administrationens tilbageholdenhed med at acceptere en utvetydig og forpligtende alliance med Vesteuropa selv efter det uigenkaldelige sammenbrud af udenrigsministerrådets konference i London i december 1947 (med deltagelse af USSR, USA og Storbritanniens udenrigsministre). Den 26. februar gentog Bevin igen, at den bedste måde at forhindre endnu et Tjekkoslovakiet på var at udvikle en fælles vestlig militærstrategi, og kuppet indebar, at USA blev mere lydhør. Året efter blev NATO oprettet.

### Italien og Frankrig
I Italien var der planlagt valg den 18. april 1948, og den kommunistisk-dominerede Folkedemokratiske Front (Fronte Democratico Popolare) havde en realistisk chance for sejr. I den stemning, der fulgte efter Pragkuppet, var der frygt for, at et tilsvarende forløb kunne udspille sig i Italien. Den britiske udenrigsminister Ernest Bevin og det britiske kabinet så samarbejdet mellem de to ledende partier fra den italienske venstrefløj i næsten apokalyptiske termer, idet de mente, at når det italienske kommunistparti (PCI) vandt magten, ville det marginalisere enhver moderat indflydelse fra socialisterne. Bevin konkluderede, at "den demokratiske socialismes kræfter" skal styrkes i Italien, og at Storbritannien skulle støtte de kristne demokrater (Democrazia Cristiana, DC), på trods af alle deres fejl. Bevin var især bekymret over PCI's evne til, gennem brugen af sin dominerende stilling i fagbevægelsen, at organisere strejker, ikke kun for at sabotere Marshallplanens succes, men også for at undergrave den italienske regering gennem mobilisering af arbejdermilitser som i Tjekkoslovakiet. Den italienske udenrigsminister forblev, på trods af sin bekymring over tidspunktet for kuppet, optimistisk og forsikrede Bevin om, at hæren og politiet var i fremragende form, og at kuppet ville have en negativ virkning og i stedet vende vælgerne væk fra socialisterne.
Dette blev også konsekvensen ved valget, hvor både de kommunistiske og socialistiske ledere i Italien forinden havde forsvaret Pragkuppet som en sejr for demokratiet, og argumenterede for, at krænkelsen af borgerrettigheder var et nødvendigt og retfærdigt svar på reaktionære og imperialistiske (dvs. amerikanske) interesser. Ved valget fri de italienske kristendemokrater stor fremgang på bekostning af socialisterne og kommunisterne. Stalin, der var tilfreds med, at USA ikke havde reageret militært efter Pragkuppet respekterede resultatet, idet han betragtede Italien som et vestligt land og uden for Sovjetunionens interessesfære.
I Frankrig igangsatte Pragkuppet også flere politiske strømninger. USA pressede stadig den franske regering til at støtte tysk rehabilitering. I kølvandet på kuppet var udenrigsminister Georges Bidault bange for at opildne anti-tyske følelser, som det franske kommunistparti (PCF) kunne udnytte og udnytte til at anstifte sit eget kup. PCF-lederen Maurice Thorez havde imidlertid offentlige antydet, at han i kølvandet på en sovjetisk invasion ville støtte Den Røde Hær, hvilket svækkede partiets anseelse.
Pragkuppet, PCF's mislykkede sabotagepolitik og Marshallplanens sandsynlige vedtagelse påvirkede den franske offentlighed. 70 % af franskmændene troede nu, at USA ville gøre mere end noget andet land for at hjælpe Frankrig, sammenlignet med 7 %, der troede, at USSR ville gøre mere. På trods af fransk bekymring for Tyskland, blev det mere og mere klart, at den sovjetiske trussel var større end den tyske. Frankrig ville stadig søge en fordelagtig magtposition over for Tyskland, men det var ved at blive forsonet med udsigten til et rehabiliteret Tyskland som en del af efterkrigstidens Europa.

### Skandinavien
Pragkuppet fik ligeledes stor betydning i Skandinavien, hvor de tre lande alle havde erklæret sig neutrale. Begivenhederne i Prag i februar og marts 1948 tvang imidlertid de skandinaviske lande i at forholde sig til den sikkerhedspolitiske situation, der var opstået efter afslutningen af 2. verdenskrig og den begyndende kolde krig. De skandinaviske lande havde holdt sig uden for Vestunionen, der var blevet dannet den 17. marts 1948. Der verserede imidlertid rygter om et snarligt sovjetisk angreb og/eller en kommunistisk magtovertagelse i et skandinavisk land.
I Danmark udløste begivenhederne og krigsfrygten den såkaldte Påskekrise, hvorunder den danske regering frygtede et sovjetisk angreb. Krisen drev over, men Påskekrisen illustrerede, at Danmark var ude af stand til at forsvare sig mod angreb. Der opstod umiddelbart herefter politiske drøftelser mellem de skandinaviske lande om dannelse af en skandinavisk forsvarsalliance. Forhandlingerne førte dog ikke til en sådan alliance. I stedet valgte Norge at tilslutte sig NATO, og Sverige var ikke interesseret i en forsvarsalliance med Danmark. Danmarks regering under den socialdemokratiske statsminister Hans Hedtoft måtte derfor nødtvungent tilslutte sig NATO i 1949.